# Родное (село, Севастополь)
Родно́е (до 1945 года Уппа́; укр. Рідне, крымскотат. Uppa, Уппа) — село в Балаклавском районе города федерального значения Севастополя, входит в состав Терновского муниципального округа (согласно административно-территориальному делению Украины — Терновского сельсовета Севастопольского горсовета).

## География
Родное расположено на северо-востоке территории горсовета, у границы с Бахчисарайским районом, в верховьях оврага Тау-Сала, (речка Уппа) впадающего справа в реку Чёрную, в горах Внутренней гряды, высота центра села над уровнем моря 243 м. Ближайший населённый пункт — Терновка — около 5 км. На территории села расположена пещера Коба-Чаир и пятиметровый водопад Мердвен-Тубю. Транспортное сообщение осуществляется по региональной автодороге 67Н-23 от шоссе Танковое — Оборонное.

## Население
| 2001 | 2011 | 2014 |
| ---- | ---- | ---- |
| 761  | ↗894 | ↘702 |

Численность населения по данным переписи населения по состоянию на 14 октября 2014 года составила 702 человека.
Динамика численности населения
| - 1805 год — 154 чел. - 1864 год — 176 чел. - 1886 год — 364 чел. - 1889 год — 391 чел. - 1892 год — 427 чел. - 1902 год — 427 чел. - 1915 год — 485/27 чел. - 1926 год — 473 чел. - 1939 год — 497 чел. | - 1944 год — 491 чел. - 1953 год — 289 чел. - 1954 год — 398 чел. - 1989 год — 585 чел. - 2001 год — 761 чел. - 2009 год — 801 чел. - 2011 год — 894 чел. - 2014 год — 702 чел. |

## Современное состояние
Площадь села, по данным сельсовета на 2009 год, 48,8 гектара, в Родном действует мечеть, начальная школа-детский сад № 2, имеется отделение связи, связано с городами юго-западного Крыма автобусным сообщением.

## История

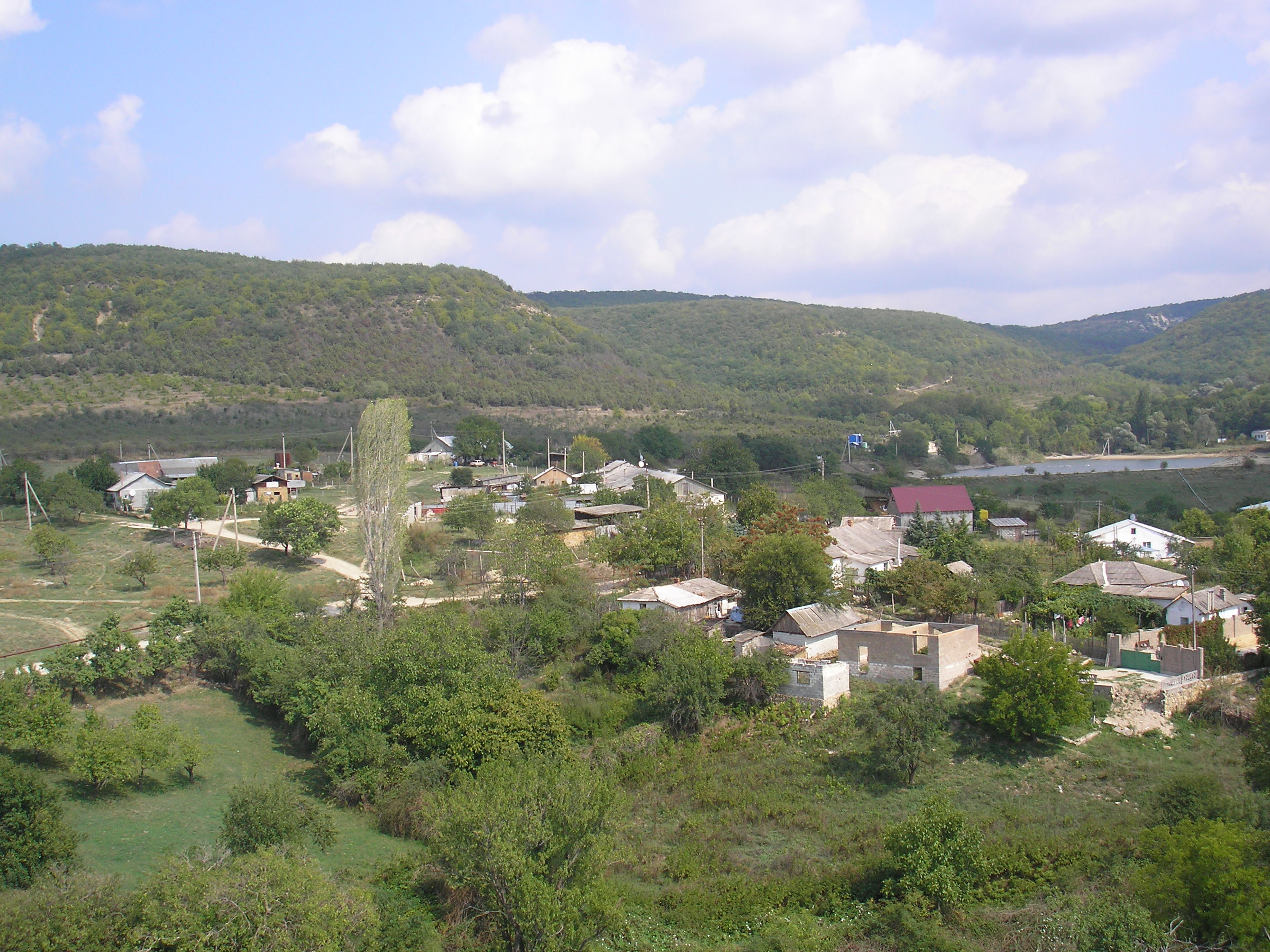

Расположенная на возвышении, в небольшой горной долине, Уппа — типичный крымский «бург», какие основывались в середине первого тысячелетия румеями (греками и римлянами) в Крымских горах, а также подвергшимся сильной эллинизации потомками смешавшихся с автохтонными жителями готов и аланов, заселивших край во II—III веках(с III века принявших христианство). Никаких достоверных сведений об истории селения до XVIII века пока нет, несомненно, что оно входило в состав средневекового княжества Феодоро. Считается, что Чоргунский (Бибиковский) исар XIII—XV веков (название — по фамилии археолога Бибикова, впервые исследовавшего и описавшего памятник), расположенный в 2 километрах южнее села, был феодальным замком, в вотчину которого, во времена Мангупского княжества, входила Уппа. После разгрома княжества османами в 1475 году Уппу включили в Мангупский кадылык санджака Кефе (до 1558 года, в 1558—1774 годах — эялета) империи. Документальное упоминание селения встречается в «Османском реестре земельных владений Южного Крыма 1680-х годов», согласно которому в 1686 году (1097 год хиджры) Уппы (вместе с Махалле Алпу и Махалле Шулу и Фелавез) входил в Мангупский кадылык Кефинского эялета. Всего упомянуто 133 землевладельца, все мусульмане, владевших 2220,5 дёнюмами земли.
Греческое население исчезло, вероятнее всего, в силу миграционных процессов и естественных причин. Согласно данным дефтеров в середине XVII в. был большой отток местного христианского населения в земли Крымского ханства и османскими чиновниками было продано оставленное христианами имущество мусульманам — переселенцам из охваченных бунтами и подверженных многолетним неурожаям санджаков Восточной Анатолии, также в районы Мангупского кадылыка заселялись мусульмане из земель хана. Мусульманское население в деревне выросло за счет миграционных процессов в XVII веке и эти процессы касались многих сел Мангупского кадылыка.
После обретения ханством независимости по Кючук-Кайнарджийскому мирному договору 1774 года «повелительным актом» Шагин-Гирея 1775 года селение было включено в Крымское ханство в состав Бакчи-сарайского каймаканства Мангупскаго кадылыка.
Идентифицировать Уппу среди, зачастую сильно искажённых, названий деревень Мангупского кадылык Бакчисарайского каймаканства в Камеральном Описании Крыма… 1784 года пока не удалось. Впервые название встречается в Ведомости о всех селениях в Симферопольском уезде состоящих с показанием в которой волости сколько числом дворов и душ… от 9 октября 1805 года, согласно которой в деревне Упу Чоргунской волости Симферопольского уезда числилось 36 дворов и 154 жителя, исключительно крымских татар. На военно-топографической карте генерал-майора Мухина 1817 года деревня Упу обозначена с 50 дворами. После реформы волостного деления 1829 года Уппу, согласно «Ведомости о казённых волостях Таврической губернии 1829 года», отнесли к Байдарской волости, а после образования в 1838 году Ялтинского уезда деревня осталась в составе Симферопольского, но к какой их волостей её приписали, пока установить не удалось. На карте 1842 года Упу обозначен с 94 дворами.

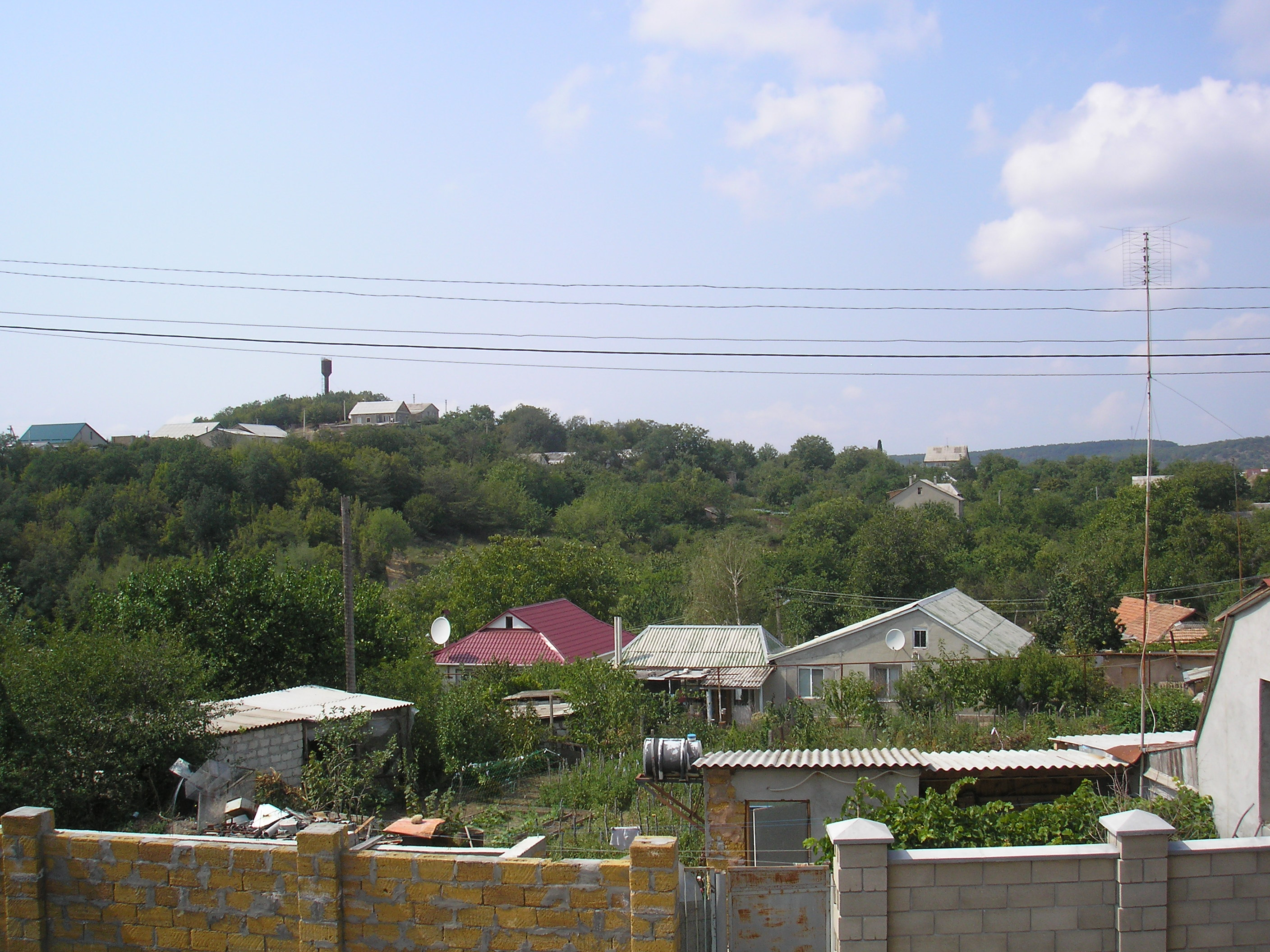

В 1860-х годах, после земской реформы Александра II, деревню приписали к Каралезской волости. Согласно «Списку населённых мест Таврической губернии по сведениям 1864 года», составленному по результатам VIII ревизии 1864 года, Уппу — владельческая татарская деревня, с 45 дворами, 176 жителями и мечетью при фонтане. По обследованиям профессора А. Н. Козловского начала 1860-х годов, селение обеспечивалось водой из речки и многочисленных родников. На трёхверстовой карте Шуберта 1865—1876 года в деревне обозначен 41 двор. На 1886 год в деревне Сурташ, согласно справочнику «Волости и важнѣйшія селенія Европейской Россіи», проживало 364 человека в 60 домохозяйствах, действовала мечеть. В «Памятной книге Таврической губернии 1889 года», по результатам Х ревизии 1887 года, в деревне числилось 75 дворов и 391 житель. На верстовой карте 1889—1890 года в деревне Упа обозначено 60 дворов с крымскотатарским населением.
После земской реформы 1890-х годов деревня осталась в составе преобразованной Каралезской волости. Согласно «…Памятной книжке Таврической губернии на 1892 год», в деревне Уппа, входившей в Шульское сельское общество, числилось 427 жителей в 56 домохозяйствах, владевших, совместно с сельчанами деревни Кучки 1738 десятин земли. По «…Памятной книжке Таврической губернии на 1902 год» в деревне Уппа, входившей в Шульское сельское общество, числились те же 427 жителей в 74 домохозяйствах. В 1912 году в деревне было начато строительство нового здания мектеба. По Статистическому справочнику Таврической губернии. Ч.II-я. Статистический очерк, выпуск шестой Симферопольский уезд, 1915 год, в деревне Уппа Каралезской волости Симферопольского уезда числилось 74 двора с татарским населением в количестве 485 человек приписных жителей" и 27 — «посторонних». В общем владении было 237 десятин удобной земли. Все дворы были с землёй, в хозяйствах имелось 57 лошадей, 32 вола, 40 коров, 30 телят и жеребят и 200 голов мелкого скота.
После установления в 1920 году Советской власти в Крыму была упразднена волостная система и, 15 декабря 1920 года, был выделен Севастопольский уезд. 23 января 1921 года (по другим данным 21 января), был создан Балаклавский район и Уппа была включена в новый район. После образования 18 октября 1921 года Крымской АССР уезды были преобразованы в округа (по другим данным в 1922 году) и в составе Севастопольского округа выделили Чоргунский район, в который вошла Уппа, как центр сельсовета (с населением 600 человек). 16 октября 1923 года решением Севастопольского окружкома Чоргунский район был ликвидирован, создан Севастопольский район и село включили в его состав. Согласно Списку населённых пунктов Крымской АССР по Всесоюзной переписи 17 декабря 1926 года, в селе Уппа, центре Уппинского сельсовета Севастопольского района, числилось 105 дворов, из них 104 крестьянских, население составляло 473 человека, из них 459 крымских татар, 7 русских, 3 армянина, 4 записаны в графе «прочие», действовала татарская школа I ступени (пятилетка). 30 октября 1930 года, постановлением Крымского ЦИК, было проведено новое районирование и создан Балаклавский татарский национальный район, куда включили и Уппу.

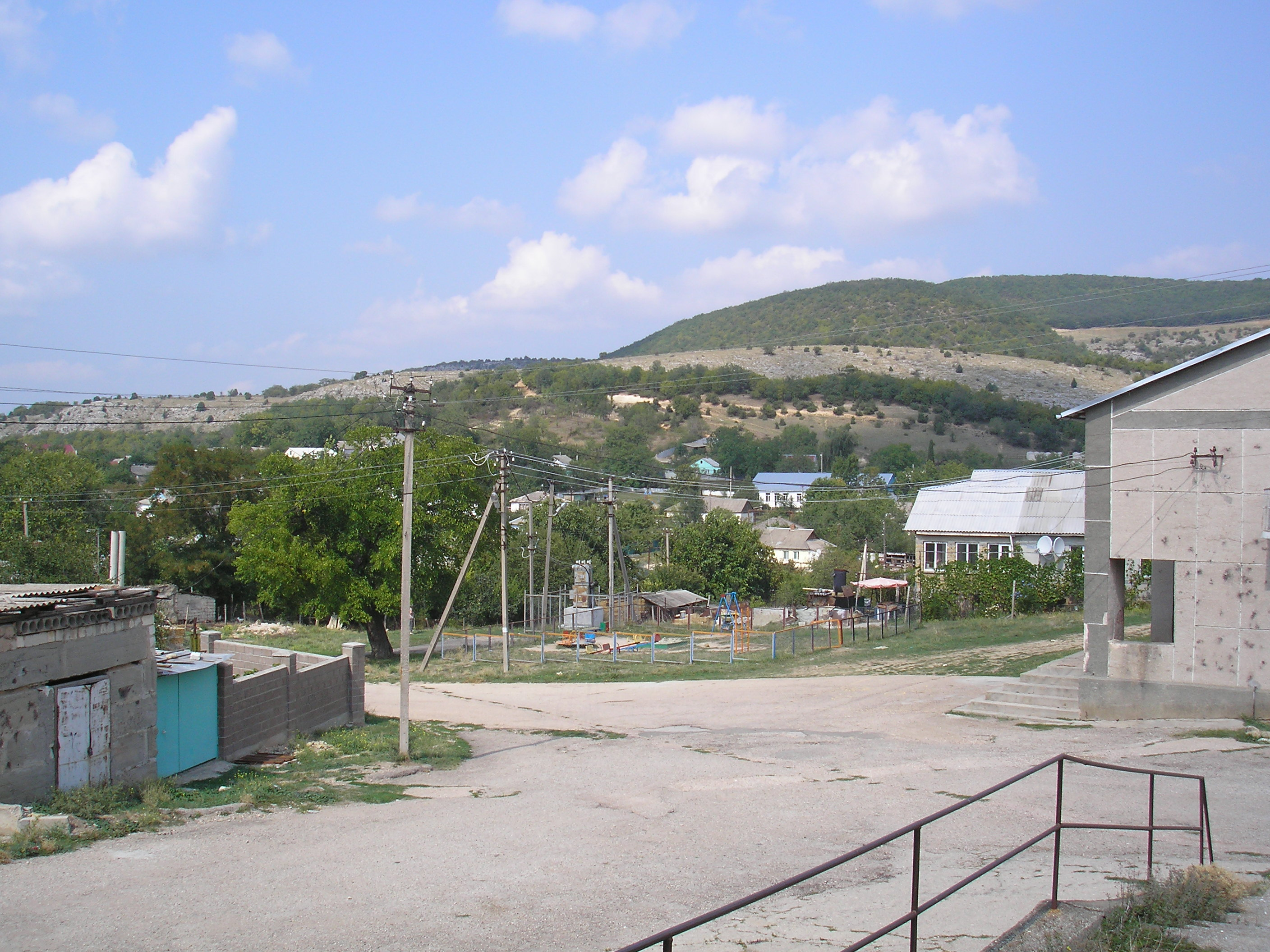

В 1944 году, после освобождения Крыма от фашистов, согласно Постановлению ГКО № 5859 от 11 мая 1944 года, 18 мая крымские татары были депортированы в Среднюю Азию. На май того года в селе учтён 491 житель (128 семей), все крымские татары, было принято на учёт 93 дома спецпереселенцев. Имеются данные, что летом 1944 года в Уппе числилось 88 жителей. 12 августа 1944 года было принято постановление № ГОКО-6372с «О переселении колхозников в районы Крыма», по которому в район из Воронежской области РСФСР планировалось переселить 6000 колхозников и в сентябре 1944 года в район уже прибыли 8470 человек. Указом Президиума Верховного Совета РСФСР от 21 августа 1945 года Уппа была переименована в Родное и Уппинский сельсовет — в Родновский. С 25 июня 1946 года Родное в составе Крымской области РСФСР. По состоянию на 1 января 1953 года в селе было 74 хозяйства колхозников (283 человека) и 3 хозяйства рабочих и служащих (6 человек). В 1954 году в Родном числилось 102 хозяйства и 398 жителей. 26 апреля 1954 года Севастополь, в составе Крымской области, был передан из состава РСФСР в состав УССР. Постановлением Совета министров УССР от 20 апреля 1957 года Родное было передано в состав Куйбышевского района Крымской области. 29 июля 1959 года, решением объединённой сессии Родновского и Терновского сельсоветов, Родновский совет был включён в состав Терновского.
Указом Президиума Верховного Совета УССР «Об укрупнении сельских районов Крымской области», от 30 декабря 1962 года Куйбышевский район упразднили и село передали в Бахчисарайский район. Согласно постановлению Верховного Совета Украины от 11 октября 1991 года № 1651-ХІІ Терновский сельский совет, с селом Родное, был передан в подчинение Балаклавскому районному совету города Севастополя. С 21 марта 2014 года в составе Севастополя аннексировано Россией.